# Socialistes Democràtics d'Amèrica
Els Socialistes Democràtics d'Amèrica (DSA, en anglès: Democratic Socialists of America) constitueixen l'organització socialista (socialdemòcrata) més important dels Estats Units, i s'articula com una federació de partits i organitzacions socialistes, socialdemòcrates i laboristes.
Va ser fundat el 1982 com a resultat de la fusió entre el Comitè Organitzador del Socialisme Democràtic (Democratic Socialist Organizing Committee, principal hereu de l'extint Partit Socialista d'Amèrica) i el Nou Moviment Americà (New American Movement), aliança d'intel·lectuals progressistes amb arrels en els moviments de New Left dels anys 60 i 70 i en els partits esquerrans clàssics. Altres faccions de l'antic Partit Socialista d'Amèrica van desembocar en l'organització Socialdemòcrates USA (Social Democrats USA) i el Partit Socialista USA.

## Estructura, funcionament i adscripció
El DSA s'estructura principalment en agrupacions locals, que treballen en el seu àmbit amb organitzacions sindicals, associacions comunitàries i grups universitaris de l'entorn. Les activitats d'abast nacional són coordinades per l'oficina nacional del DSA, a Nova York. En 2006, el DSA comptava amb 24 agrupacions locals.
El partit edita la revista d'informació i anàlisi Democratic Left (Esquerra democràtica), de periodicitat trimestral. A més d'aquesta, diferents òrgans i membres del partit mantenen altres publicacions: la Comissió Religió i Socialisme del DSA publica el magazine Religious Socialism (Socialisme religiós), i diversos membres del partit actius en el moviment sindical van fundar el 2008 el blog Talking Union, dedicat a difondre i comentar qüestions i estratègies de caràcter sindical. La branca juvenil del DSA s'organitza en els Joves Socialistes Democràtics (Young Democratic Socialists, YDS). Internacionalment, el DSA està adscrit a la Internacional Socialista.